# Сан-Хосе (Каліфорнія)
Сан-Хосе (англ. San Jose; ісп. San Jose; англ. вимова: [ˌsænhoʊˈzeɪ]) — місто (англ. city) в окрузі Санта-Клара, штат Каліфорнія, США. Населення — 1 013 240 осіб (2020). Третє за численністю населення місто в Каліфорнії, і десяте в США. Знаходиться на заході Каліфорнії. Адміністративний центр округу Санта-Клара.
Під назвою El Pueblo de San José de Guadalupe Сан-Хосе було засноване 29 листопада 1777 як перше місто в іспанській колонії Нова Каліфорнія (ісп. Nueva California), яка згодом була перейменована на Верхню Каліфорнію (ісп. Alta California).

## Географія
Сан-Хосе розташований за координатами 37°17′49″ пн. ш. 121°49′10″ зх. д. / 37.29694° пн. ш. 121.81944° зх. д. (37.296867, -121.819306). За даними Бюро перепису населення США в 2010 році місто мало площу 466,11 км², з яких 457,20 км² — суходіл та 8,91 км² — водойми.

### Клімат
Клімат в Сан-Хосе є одним з найкращих в північній Каліфорнії. Місто розташоване недалеко від Тихого океану, тому вплив холодної Тихоокеанської течії ослаблений. І через це позитивна різниця в температурі між Сан-Франциско і Сан-Хосе складає зазвичай 5-10 градусів влітку і 10-15 взимку. Кількість сонячних днів на рік — 320. Погода в Сан-Хосе тепла, але не посушлива. Завдяки цьому це місто і його околиці є популярними серед туристів.
| Клімат : Сан-Хосе       | Клімат : Сан-Хосе | Клімат : Сан-Хосе | Клімат : Сан-Хосе | Клімат : Сан-Хосе | Клімат : Сан-Хосе | Клімат : Сан-Хосе | Клімат : Сан-Хосе | Клімат : Сан-Хосе | Клімат : Сан-Хосе | Клімат : Сан-Хосе | Клімат : Сан-Хосе | Клімат : Сан-Хосе | Клімат : Сан-Хосе |
| Показник                | Січ.              | Лют.              | Бер.              | Квіт.             | Трав.             | Черв.             | Лип.              | Серп.             | Вер.              | Жовт.             | Лист.             | Груд.             | Рік               |
| Абсолютний максимум, °C | 26,1              | 27,2              | 31,7              | 35,0              | 38,9              | 42,8              | 42,2              | 40,6              | 42,2              | 38,3              | 29,4              | 26,1              | 42,8              |
| Середній максимум, °C   | 14,5              | 16,6              | 18,7              | 20,7              | 23,5              | 26,2              | 27,7              | 27,7              | 26,7              | 23,3              | 17,9              | 14,4              | 21,5              |
| Середня температура, °C | 10,1              | 11,8              | 13,4              | 14,9              | 17,4              | 19,7              | 21,1              | 21,2              | 20,3              | 17,3              | 12,8              | 10,0              | 15,8              |
| Середній мінімум, °C    | 5,6               | 7,1               | 8,1               | 9,2               | 11,3              | 13,3              | 14,5              | 14,6              | 13,8              | 11,4              | 7,8               | 5,5               | 10,2              |
| Абсолютний мінімум, °C  | −7,8              | −4,4              | −3,9              | −3,3              | 0,0               | 0,6               | 4,4               | 3,9               | 1,7               | −1,1              | −6,1              | −7,2              | −7,8              |
| Норма опадів, мм        | 76                | 84                | 52                | 27                | 10                | 2                 | 0                 | 0                 | 6                 | 20                | 48                | 54                | 379               |
| Днів з дощем            | 10,2              | 10,3              | 9,4               | 5,6               | 3,2               | 0,8               | 0,2               | 0,3               | 1,3               | 3,2               | 7,2               | 10,2              | 61,9              |
| ----------------------- | ----------------- | ----------------- | ----------------- | ----------------- | ----------------- | ----------------- | ----------------- | ----------------- | ----------------- | ----------------- | ----------------- | ----------------- | ----------------- |
| Джерело: NOAA           |                   |                   |                   |                   |                   |                   |                   |                   |                   |                   |                   |                   |                   |

## Демографія
Згідно з переписом 2010 року в місті мешкали 945 942 особи в 301 366 домогосподарствах у складі 219 509 родин. Густота населення становила 2029 осіб/км². Було 314038 помешкань (674/км²).
Расовий склад населення:
| - 42,8 % — білих - 32,0 % — азіатів - 3,2 % — чорних або афроамериканців - 0,9 % — корінних американців - 0,4 % — вихідців з тихоокеанських островів - 15,7 % — осіб інших рас |

До двох чи більше рас належало 5,0 %. Частка іспаномовних становила 33,2 % від усіх жителів.
За віковим діапазоном населення розподілялося таким чином: 24,8 % — особи молодші 18 років, 65,1 % — особи у віці 18—64 років, 10,1 % — особи у віці 65 років та старші. Медіана віку мешканця становила 35,2 року. На 100 осіб жіночої статі у місті припадало 101,1 чоловіків; на 100 жінок у віці від 18 років та старших — 99,8 чоловіків також старших 18 років.
Середній дохід на одне домашнє господарство становив 110 200 доларів США (медіана — 84 647), а середній дохід на одну сім'ю — 118 853 долари (медіана — 93 781). Медіана доходів становила 62 442 долари для чоловіків та 52 371 долар для жінок. За межею бідності перебувало 11,3 % осіб, у тому числі 13,4 % дітей у віці до 18 років та 10,2 % осіб у віці 65 років та старших.
Цивільне працевлаштоване населення становило 486 519 осіб. Основні галузі зайнятості: виробництво — 18,5 %, освіта, охорона здоров'я та соціальна допомога — 18,3 %, науковці, спеціалісти, менеджери — 16,4 %.

## Економіка
Сан-Хосе є самоназваною столицею Кремнієвої долини: тут розташовуються не менш 25 тисяч компаній, у кожній з яких працює понад 1000 працівників, зокрема Cisco Systems, Adobe Systems, BEA Systems, eBay.

## Транспорт
Сан-Хосе має розвинену мережу автомагістралей US-101, I-280, I-680, I-880 CA-17, CA −82 CA-1 і інших швидкісних доріг. Міжміське та міське залізничне сполучення забезпечують компанії Amtrak (на північний схід до Сакраменто і далі до Сієтла і на південь до Лос-Анджелеса), Калтрейн (Сан-Хосе знаходиться на лінії Сан-Франциско — Гілрой).
У Сан-Хосе розвинена мережа трамвайних ліній і автобусне сполучення, які забезпечується комунальною компанією VTA.
Є плани з розширення до Сан-Хосе міжміського метро Затоки Сан-Франциско (БАРТ), а також з будування маглева що має з'єднати також Сан-Франциско та Лос-Анжелес.
Кремнієва долина має переважно малоповерхову забудову і відносно малу густоту населення. Робота громадського транспорту помірно малоефективна: рідкісні зупинки, і збільшені інтервали руху роблять користування ним незручним. Тому цими видами транспорту переважно користуються школярі і люди, які не мають особистого транспорту. Місцеві жителі, а також туристи користуються приватними автомобілями або таксі.
Міжнародний аеропорт Сан Хосе є одним із найбільших у Каліфорнії. Через аеропорт проходять десятки вантажних і пасажирських рейсів на день. Сам аеропорт розташовується на території міста Сан Хосе, тому створюється враження, що літаки заходять на посадку між будинків. За 56 кілометрів від міста є аеропорти Сан-Франциско (північний захід) і Окленда (північ), що дає жителям більшу гнучкість у використанні авіатранспорту. Аеропорт Сан-Франциско використовується більше для міжнародних перельотів.

## Міста-побратими
- Веракрус,  Мексика (1975)
- Дублін,  Ірландія (1986)
- Єкатеринбург,  Росія (1992)
- Окаяма,  Японія (1957)
- Пуне,  Індія (1992)
- Сан-Хосе,  Коста-Рика (1961)
- Тайнань,  Тайвань (1975)

## Персоналії
- Ллойд Бекон (1889—1955) — американський актор театру і кіно, кінорежисер
- Едмунд Лоу (1890—1971) — американський актор кіно
- Майкл Беррі (*1971) — американський лікар, фінансист, засновник і менеджер гедж-фонду.